# Heiligenthal
Heiligenthal là một đô thị thuộc huyện Mansfeld-Südharz, Sachsen-Anhalt, Đức. Đô thị Heiligenthal có diện tích 17,09 km², dân số thời điểm ngày 31 tháng 12 năm 2006 là 826 người.